# دانيال رويز
دانيال رويز (بالإسبانية: Daniel Ruiz) هو لاعب هوكي الحقل أرجنتيني، ولد في 9 مايو 1969.

## وصلات خارجية
- دانيال رويز على موقع اللجنة الأولمبية الدولية (الإنجليزية)
- دانيال رويز على موقع أوليمبيديا (الإنجليزية)